# PL-2
Il PL-2 è un missile a corto raggio (guida IR) di costruzione cinese. Esso è un'arma derivata direttamente (ne è sostanzialmente la copia) dal K-13 (AA-2 Atoll) sovietico, quindi in ultima analisi è la versione cinese dell'AIM-9B statunitense. Non rinomato per la propria capacità ed affidabilità, come è logico aspettarsi dall'età del progetto, ma in mancanza di meglio esso ha costituito un buon strumento di lavoro per le forze cinesi altrimenti pressoché prive di missili aria-aria e ha costituito anche la base di partenza per una serie di nuovi missili, corrispondenti alle versioni più recenti del Sidewinder.